# 国際成人力調査
国際成人力調査(PIAAC、ピアック、Programmefor the International Assessment of Adult Competences)は、経済協力開発機構（OECD）の成人のスキルを評価する世界規模の調査である。この調査はOECD各国の知識基盤社会における読解力、数的思考力、そして問題解決能力のスキルを評価し、各国国民のこれらのスキルを向上させるための情報を提供するのが主目的である。 労働力人口（16歳から65歳まで）に焦点を合わせたこの調査は、2013年10月8日にはじめて公表された

。

## 背景
1990年代以来、先進国における読解スキル評価の必要性は2つの主な国際調査によって提起されてきた。

一つは 1994、1996、そして1998年度にて行われた国際成人読解力調査（International Adult Literacy Survey、IALS）、もう一つは2003年度と、2006から2008年度までの間に行われた国際成人読解力および生活スキル調査（International Adult Literacy and Life Skills Survey）である。

PIAACは、2011年8月1日から2012年3月31日に24か国、2014年4月から2015年3月末に9か国で調査され、約250,000人の成人を対象に行われた。33の国と地域の16歳から65歳の成人8億1500万人を代表する調査で、各国と地域の公用語を用いて行われた。

## 調査内容
- 読解力、数的思考力、ITを活用した問題解決能力の３分野のスキルを調査。また、年齢や性別、学歴、職業などに関する背景調査を併せて実施[6]。
- 知識の有無を問うのではなく、日常生活の様々な状況の中で情報を活用するスキルを重視。数学の公式などの知識がないと解けない問題が出題されることはない[6]。

### 読解力
社会に参加し、自らの目標を達成し、自らの知識と可能性を発展させるために、書かれたテキストを理解し、評価し、利用し、これに取り組む能力。例えば……
- ホテルなどにある電話のかけ方の説明を読んで、指定された相手に電話をする。
- 図書館の蔵書検索システムを使って、指定された条件に合う本を選ぶ。

### 数的思考力
成人の生活において、さまざまな状況の下での数学的な必要性に関わり、対処していくために数学的な情報や概念にアクセスし、利用し、解釈し、伝達する能力。
- 食品の成分表示を見て、その食品の一日の許容摂取量を答える。
- 商品の生産量に関する表を見て、グラフを作成する。

### ITを活用した問題解決能力
情報を獲得・評価し、他者とコミュニケーションをし、実際的なタスクを遂行するために、デジタル技術、コミュニケーションツール及びネットワークを活用する能力。
- 指定された条件を満たす商品をインターネットで購入する。
- 表計算ソフトで作成された名簿を用いて、条件を満たす人のリストを作成した上で、そのリストをメールで送信する。

## 結果
2013年に調査結果が25言語で公表された。
日本は、
- 読解力：296（1位）
- 数的思考力：288（1位）
- ITを活用した問題解決能力(コンピュータ調査を受けた者の平均得点[6])：255（1位）

と、すべての領域において一番高い平均点数を獲得した国になっている。
| 国家 | 国家                                  | 読解力   | 読解力 | 読解力        | 数的思考力 | 数的思考力    | ITを活用した問題解決能力 | ITを活用した問題解決能力   | ITを活用した問題解決能力 | 男女差 | 男女差     | 国内出生者と移民者との |
| 順番 | 国名                                  | 平均点数 | 落第率 | レベル1未満率 | 平均点数   | レベル1未満率 | 平均点数                 | IT経験無し+調査拒否+不合格 | レベル1未満率            | 読解力 | 数的思考力 | 識字率差               |
| ---- | ------------------------------------- | -------- | ------ | ------------- | ---------- | ------------- | ------------------------ | -------------------------- | ------------------------ | ------ | ---------- | ---------------------- |
| 1    | アイルランド共和国                    | 266.5    | 0.5    | 4.3           | 255.6      | 7.1           | 226.7                    | 32.2                       | 12.6                     | 5.3    | 11.9       | 29                     |
| 2    | アメリカ合衆国                        | 269.8    | 4.2    | 3.9           | 252.8      | 9.1           | 224.8                    | 15.6                       | 15.8                     | 2.4    | 14.1       | 30.8                   |
| 3    | イタリア                              | 250.5    | 0.7    | 5.5           | 247.1      | 8             |                          | 41.5                       |                          | 0.4    | 10.7       | 29.2                   |
| 4    | イングランド&北アイルランド(イギリス) | 272.5    | 1.4    | 3.3           | 261.7      | 6.3           | 222.9                    | 14.6                       | 15.1                     | 2.7    | 14.3       | 34.3                   |
| 5    | エストニア                            | 275.9    | 0.4    | 2             | 273.1      | 2.4           | 229.1                    | 29.1                       | 13.8                     | 2.6    | 6          | 15.5                   |
| 6    | オランダ                              | 284      | 2.3    | 2.6           | 280.3      | 3.5           | 227.4                    | 11.2                       | 12.5                     | 4      | 16.7       | 40.4                   |
| 7    | オーストラリア                        | 280.4    | 1.9    | 3.1           | 267.6      | 5.7           | 227.1                    | 21.2                       | 9.2                      | 4.4    | 13.7       | 36.9                   |
| 8    | オーストリア                          | 269.5    | 1.8    | 2.5           | 275        | 3.4           | 222.6                    | 24.9                       | 9.9                      | 2.5    | 13.2       | 31.4                   |
| 9    | カナダ                                | 273.5    | 0.9    | 3.8           | 265.5      | 5.9           | 222.6                    | 16.7                       | 14.8                     | 4.4    | 14.6       | 33                     |
| 10   | 韓国                                  | 272.6    | 0.3    | 2.2           | 263.4      | 4.2           | 236.5                    | 30                         | 9.8                      | 5.8    | 10.3       | 54                     |
| 11   | キプロス                              | 268.8    | 17.7   | 1.6           | 264.6      | 3.4           |                          | 38.3                       |                          | -0.9   | 7.3        | 26                     |
| 12   | スウェーデン                          | 279.2    | 0      | 3.7           | 279.1      | 4.4           | 227.8                    | 12.1                       | 13.1                     | 5.4    | 13.6       | 52.9                   |
| 13   | スペイン                              | 251.8    | 0.8    | 7.2           | 245.8      | 9.5           |                          | 33.9                       |                          | 6.8    | 12.5       | 34.2                   |
| 14   | スロバキア                            | 273.8    | 0.3    | 1.9           | 275.8      | 3.5           | 238                      | 36.4                       | 8.9                      | -1.8   | 2.4        | -1.8                   |
| 15   | チェコ                                | 274      | 0.6    | 1.5           | 275.7      | 1.7           | 229.3                    | 24.6                       | 12.9                     | 4.6    | 9          | 3.5                    |
| 16   | デンマーク                            | 270.8    | 0.4    | 3.8           | 278.3      | 3.4           | 222.5                    | 14.1                       | 13.9                     | 3.6    | 10.3       | 42.7                   |
| 17   | ドイツ                                | 269.8    | 1.5    | 3.3           | 271.7      | 4.5           | 219.4                    | 17.7                       | 14.4                     | 5.2    | 17.3       | 31                     |
| 18   | 日本                                  | 296.2    | 1.2    | 0.6           | 288.2      | 1.2           | 255.2                    | 36.8                       | 7.6                      | 2.3    | 12.3       |                        |
| 19   | ノルウェー                            | 278.4    | 2.2    | 3             | 278.3      | 4.3           | 224.5                    | 13.5                       | 11.4                     | 6.8    | 14.8       | 43.7                   |
| 20   | フィンランド                          | 287.5    | 0      | 2.7           | 282.2      | 3.1           | 234.5                    | 18.4                       | 11                       | 2.3    | 10.2       | 53.7                   |
| 21   | フランス                              | 262.1    | 0.8    | 5.3           | 254.2      | 9.1           |                          | 28.1                       |                          | 2      | 10.8       | 35.4                   |
| 22   | フランドル(ベルギー)                  | 275.5    | 5.2    | 2.7           | 280.4      | 3             | 227.8                    | 15.6                       | 14.8                     | 6.6    | 16         | 48.4                   |
| 23   | ポーランド                            | 266.9    | 0      | 3.9           | 259.8      | 5.9           | 236.5                    | 49.8                       | 12                       | -1.8   | 1.9        |                        |
| 24   | ロシア                                | 275.2    | 0      | 1.6           | 269.9      | 2             | 234.4                    | 33.6                       | 14.9                     |        |            |                        |
|      | 平均                                  | 272.8    | 1.2    | 3.3           | 268.7      | 5             | 229.2                    | 24.4                       | 12.3                     | 3.5    | 11.7       | 33.8                   |

1. 国名は五十音順
2. 赤・　 緑・　 青は、それぞれ読解・数理・ITの領域において平均以上の国家を表す。
3. イギリス連合王国及びベルギー内の不参加地域(スコットランド、ウェールズ、ワロン地域)の代わりに、OECD未加盟の2ヶ国（キプロス、ロシア）が参加した。 なお、ロシアの場合はモスクワを除外した残りの地域。
4. 参加者は5つのレベルで評価される(3つは問題解決能力)。レベル1は176点に相当する。上記のようにレベル1未満のスコアを獲得し「落第」、あるいはレポートでは「欠損」として表現された者は精神、学習障害、あるいは言語的問題により「読解不能」として処理され、平均計算においては85点獲得(最高得点は500点)として扱われる。
5. 黄色はそれぞれの領域において、レベル1未満、調査拒否、不合格、欠損などの比率が平均を上回る国を表す。その中で特に一番結果が悪い国は、　 濃い黄色で記されている。
6. 最後から2，3つ目の列は男性の平均得点から女性の平均得点を差し引いたもの。最後の列は国内出生かつ各国の国語を母語とするグループと、外国生まれかつ国語以外を母語とするグループとを比較した。
7. フランス、イタリア、スペイン、そしてキプロスはITを活用した問題解決能力テストに参加しなかった。
8. ここでキプロスはキプロス共和国が実効支配している南部だけを指す(北キプロス・トルコ共和国は除外)。

### 習熟レベルの解説
読解力および数的思考力
| レベル      | レベル               | 読解力 | 数的思考力 |
| ----------- | -------------------- | --- | --- |
| 欠損        | 欠損                 | このレベルの者はテストを完了できなかった。 | このレベルの者はテストを完了できなかった。 |
| レベル1未満 | 176点未満            | よく知っている話題についての短い文章を読み、特定の情報を１つ見つける。文章には迷わせる情報はほとんど含まれていない。基礎的な語彙に関する知識のみが必要で、センテンスや段落の構造を理解したり、その他の文章の特徴を利用する必要はない。           | 計算、並べ替え、自然数または金銭を使った基礎的な算数または一般的な空間の概念などの単純なプロセスを行う。                                                                                               |
| レベル1     | 176点以上、226点未満 | 比較的短い文章をコンピュータ上または紙面で読み、質問または指示された情報と同一または同義の情報を見つける。基礎的な語彙を理解し、文章の意味を判断し、まとまった文章を読む知識とスキルが評価される。                                               | 数理的な内容が明確な一般的な実際の状況で基礎的な数理的プロセスを行う。通常、計算、並べ替え、基礎的な算数、簡単または一般的な平面または空間図形の要素を特定する、1 つの手順または単純なプロセスを行う。 |
| レベル2     | 226点以上、276点未満 | コンピュータ上または紙面で文章と情報とを照合し、言い換えや簡単な推測を行う。 | 自然数、小数、パーセント、分数の計算、簡単な測定と空間の概念、推計、文章と図表の中の比較的簡単なデータと統計の解釈を含む、2 つ以上の手順またはプロセスの応用が求められる。                             |
| レベル3     | 276点以上、326点未満 | このレベルで出される文章は、難解で冗漫なものが多い。文章と修辞的な構造を理解するとともに、コンピュータ上の複雑な文を探すことが求められる。 | 数の感覚と空間覚の応用、言葉または数字で表記された数理関係、図形、比率の理解と応用、および文と図表の中のデータと統計の解釈が求められる。                                                               |
| レベル4     | 326点以上、376点未満 | 複雑な長文から情報を集めて理解し、まとめる複数段階の操作を行う。多くの問題で、具体的な 1 つ以上の中心的でない考え方を見つけて理解し、わずかな証拠しかない主張または説得力のある対話を解釈、評価することが求められる。                            | 数量とデータ、統計と確率、空間関係、換算、割合、公式について分析とより複雑な推論が求められる。また、回答または選択について、論点を理解し、理論的な説明が求められる。                                   |
| レベル5     | 376点以上            | 複数の難しい文全体から情報を探してまとめる、類似および対照的な思想または見解を要約する、または証拠に基づいた議論を評価することが求められる。回答者は微妙で修辞的な手がかりをみつけて、高度な推測を行ったり、専門的な背景知識を用いる必要がある。 | 相当量の変換と解釈を必要とする数理的情報を複数まとめる、推論を引き出す、数理的理論またはモデルを開発・応用する、解答または選択の批判的考察などが求められる。                                           |